# Partit del Benestar de l'Índia
El Partit del Benestar de l'Índia (en anglès Welfare Party of India) és un partit polític indi que participa en consultes i lluita pel que considera la "política basada en valors" a l'Índia. El seu primer president nacional va ser Mujtaba Farooq, i altres líders clau van ser Syed Qasim Rasool Ilyas, Ilyas Azmi, Zafarul Islam Khan, Maulana Abdul Wahab Khilji i Lalita Naik. Funciona a tota l'Índia amb comitès estatals i de districte.

## Història
WPI es va fundar el 2011 sota el lideratge de Syed Qasim Rasool Ilyas a Delhi. El partit va condemnar la desmonetització per part del govern de l'Índia.

## Branques conegudes
El Partit del Benestar de Kerala és la unitat de Kerala del Partit del Benestar de l'Índia. Va ser presentat el 19 d'octubre de 2011 a Tagore Hall, Kozhikode.
L'organització defensa una reforma agrària integral. La gent sense terra de Kerala va organitzar diverses lluites i seminaris.
Té una ala d'estudiants anomenada Moviment de la Fraternitat (en anlgès Fraternity Movement).